# Loch Ness (film)
Pour les articles homonymes, voir Loch Ness (homonymie).
Pour plus de détails, voir Fiche technique et Distribution.
Loch Ness est un film anglo-américain réalisé par John Henderson, sorti en 1996. Il est inspiré par la légende du Monstre du Loch Ness.

## Synopsis
Loch Ness, Écosse. Alors que le docteur Abernathy (Philip O'Brien) est témoin d'un événement extraordinaire sur le lac, il glisse et se brise la nuque sur la berge.
Los Angeles. Sous les ordres de Mercer (Harris Yulin), le professeur Jonathan Dempsey (Ted Danson) est amené à remplacer son collègue décédé. Mais le scientifique est réticent à continuer les travaux d'Abernathy, qui recherchait le monstre du Loch Ness. Dempsey a en effet ruiné sa carrière de zoologiste par le passé après avoir vainement traqué le Sasquatch. Ayant besoin d'argent pour payer une pension alimentaire à son ex-femme, Caroline, Dempsey accepte finalement la mission.
Il est accueilli en Écosse par Adrian Foote (James Frain), ancien assistant d'Abernathy et passionné par la légende du monstre. Au Loch Ness, Dempsey loge dans une auberge située dans un village côtier et fait connaissance avec la propriétaire, Laura McFetridge (Joely Richardson), et sa fille Isabel (Kirsty Graham). L'Américain, aigri par son divorce et les railleries de ses confrères, déclare bientôt que la créature n'est qu'une attraction à touristes. Critiquant également le pays et ses coutumes, il s'attire les foudres des habitants du coin, dont le garde-pêche du lac (Ian Holm) qui sabote ses recherches. Le fait que Dempsey ait également sympathisé avec Laura et sa jeune fille met en rogne Andy McLean (Nick Brimble), un pêcheur jaloux.
Après des semaines de recherches, Dempsey compte bien prouver aux habitants du Loch Ness que ce dernier ne renferme rien d'autre que des poissons. Après avoir sondé le lac avec des appareils précis pour la dernière fois, le professeur est formel : il n'y a pas de monstre.
Le jour du départ de Dempsey, Adrian, furieux du manque de sérieux de la part du professeur, lui rapporte les affaires du docteur Abernathy, y compris son appareil photo. Dempsey développe les derniers clichés et une des photos va particulièrement retenir son attention : une nageoire inconnue, la dernière chose que vit Abernathy avant sa mort. Dempsey décide alors de rappeler Adrian pour repartir sur le lac. Mais alors que leur navire cherche des preuves, il est heurté par un énorme masse sous-marine. Cette fois, le professeur croit à l'existence du monstre. Excité, il tente de repartir sur le lac mais Andy, le propriétaire du bateau coulé, débarque et se met en tête de lui casser la figure. Dempsey est bientôt sauvé par Laura.
Lors de son rétablissement, le professeur reçoit un dessin d'Isabel qui représente le « lutin des eaux », une créature que la jeune fille dit avoir déjà aperçue. Isabel accepte alors de lui montrer le "lutin" après que le chercheur lui a promis une bicyclette. La jeune fille conduit Dempsey dans une caverne souterraine, sous le château d'Urquhart. Après une rencontre avec seulement quelques loutres de mer, Dempsey quitte l'endroit, frustré. Mais soudain, deux énormes créatures montent à la surface et communiquent avec Isabel à travers une série de sons aigus. La légende du monstre du Loch Ness est bel et bien réelle. Dans l'euphorie, Dempsey utilise l'appareil photo mais le flash alarme les animaux qui plongent bruyamment, noyant presque Isabel. Dempsey est alors sauvé par le vieux garde-pêche, chargé de veiller sur les créatures depuis des années.
Furieuse que Dempsey ait risqué la vie de sa fille, Laura expulse l'Américain ; et ce dernier part pour Londres pour organiser une conférence de presse où il envisage de révéler les photos des créatures pour faire redécoller sa carrière. Le garde-pêche l'implore alors de ne pas révéler le secret du Loch Ness. Dempsey lui affirme que la science sera en mesure de prendre soin des créatures. Mais le vieil homme répond alors amèrement que ce n'est pas la science qui a contribué à "sa découverte", mais une petite fille. Il rappelle également au professeur les dommages causés à la planète au nom des avancées scientifiques.
Pris de remords, Dempsey hésite alors entre sa carrière, la renommée internationale et le secret du lac qui ne mérite pas d'être dévoilé au monde. Lors de la conférence, le professeur prend sa décision et remplace les vraies photos avec les dessins « enfantins » d'Isabel, provoquant un tollé qu'il fuit discrètement. Pendant ce temps, dans un bus de retour au Loch Ness, le garde-pêche découvre les véritables clichés à l'intérieur de sa valise et ne peut contenir sa joie. Dempsey revient à l'auberge et renoue d'amitié avec Laura et Isabel, pour laquelle il a tenu sa promesse en ramenant une bicyclette. Au même moment, les créatures nagent paisiblement sous les eaux du lac en compagnie de leur progéniture.

## Autour du film
- Loch Ness est inspiré par le mythe du même nom : un hypothétique animal (ou groupe d'animaux) supposé habiter dans ce lac d'eau douce profond de 300 mètres. Surnommé Nessie, la créature est souvent décrite comme ressemblant à un plésiosaure. Des photos et des films ont été pris depuis les années 1930 à aujourd'hui, mais leur authenticité est difficile à prouver. La légende est ancienne et remonterait au XVIe siècle.
- Les ruines où Isabel emmène Dempsey ne sont pas celles du château d'Urquhart mais celui de Eilean Donan.
- Le village utilisé pour les besoins du film se situe à Lower Diabaig, sur la côte des Northwest Highlands.
- Les effets spéciaux des créatures ont été créés par l'équipe du Jim Henson's Creature Shop qui utilisa des animatroniques et des animations par ordinateur.
- John Fusco a écrit le script à 23 ans. Le scénario est un hommage à sa grand-mère écossaise, Isabel Moffat. Dans le film la jeune fille porte le nom d’Isabel et réside à Moffat Arms Inn.
- Pour les besoins du film, les scènes finales sont tournées dans la magnifique vallée de Kinlochewe, vallée menant au Loch Maree. Le dernier loch est en réalité le Loch Claire, proche lui aussi de Kinlochewe. La ressemblance des lochs en Écosse a permis ces tours de "passe-passe".

## Fiche technique
- Titre : Loch Ness
- Réalisation : John Henderson
- Scénario : John Fusco
- Coproducteurs : Nicky Kentish Barnes et Judith Hunt
- Producteurs : Tim Bevan, Eric Fellner et Stepehn Ujlaki
- Producteur associé : Debra Hayward
- Musique : Trevor Jones
- Photographie : Clive Tickner
- Montage : Jon Gregory (en)
- Casting : John Hubbard et Ros Hubbard
- Concepteurs des décors : Sophie Becher
- Directeur artistique : Ricky Eyres et David Minty
- Décors : Barbara Herman-Skelding
- Costumes : Nic Ede
- Effets spéciaux : Jim Henson's Creature Shop pour la créature
- Effets spéciaux optiques : Peerless Camera Company
- Recettes : 7 000 000 $
- Société de production : Working Title Films - Stephen Ujlaki Productions
- Société de distribution : Polygram Filmed Entertainment
- Pays d'origine :  Angleterre
- Langue : Anglais
- Formats : 2.35 : 1 | Couleur Metrocolor UK | 35 mm
- Son : Dolby Digital
- Genre : Fantastique
- Durée : 100 minutes
- Dates de sortie : 
  - Royaume-Uni et Irlande 9 février 1996
  - France :  26 juin 1996
  - États-Unis : 20 septembre 1996

## Distribution
- Ted Danson : Docteur Jonathan Dempsey
- Joely Richardson : Laura McFetridge
- Ian Holm : Garde-pêche
- Harris Yulin : Docteur Mercer
- James Frain : Adrian Foote
- Keith Allen : Gordon Shoals
- Nick Brimble : Andy Maclean
- Kirsty Graham : Isabel
- Harry Jones : Wee Wullie
- Philip O'Brien : Docteur Abernathy
- Joseph Greig : Guideon
- John Dair : Macleish
- John Verea : Dépanneur
- Deborah Weston : Docteur Hunter
- Wolf Kahler : Docteur Muller
- Julian Curry : Homme anglais
- Roger Sloman : Homme norvégien
- Brian Pettifer : Réparateur
- John Stahl et Graham McGregor : Pêcheurs
- Johnny Irving : Tommy
- Pamela Kelly : Mary McFarlane
- Janette Foggo : Rhoda Tait
- John Savident (en) : Docteur Binns
- Richard Vernon : Professeur âgé